# شتاینفلد (زاکسونی)-آنهالت
شتاینفلد (زاکسونی)-آنهالت (به آلمانی: Steinfeld) یک منطقهٔ مسکونی در آلمان است که در بیسمارک واقع شده‌است. شتاینفلد ۳۱۲ نفر جمعیت دارد.